# My Saint Helena Island
La canción My Saint Helena Island es el himno nacional no-oficial de la Isla de Santa Helena. Como un territorio de ultramar del Reino Unido, el himno oficial es God Save the Queen. La canción fue escrita por Dave Mitchell.

## Contexto
Dave Mitchell era un DJ en la radio AFN Volcano de la Isla Ascensión. Su amigo Charlie Renn el presentó a la gente de la Isla Santa Helena y se empezó a involucrar con ellos, haciendo fiestas en toda la isla. Este amigo le sugirió a Dave de hacer una canción para la isla. Dave estaba poco dispuesto a hacerla (y el nunca fue a Santa Helena). Entonces Charlie, quien visitó la isla, rápidamente le dio a Dave postales en color de Santa Helena. Sentado en su dormitorio por una noche o dos estudianto las postales, Dave agarró su guitarra y en pocos minutos la canción estaba lista. 
La canción fue un éxito inmediato para los de Santa Helena en Ascensión. Con la ayuda de una compañía de grabación llamada Camaro Records, Dave hizo cuatro canciones en Memphis, Tennessee, Estados Unidos en 1975. Dave y Charlie planearon de hacer un viaje a Santa Helena para repartir algunas copias de la canción y fotografías de él en persona, pero no era posible entonces tuvo que mandarles cartas. La reacción en Santa Helena era entusiasmo y rápidamente "My Saint Helena Island" se convirtió en la canción nacional de facto de Santa Helena.
Dave murió en 2003, pero su canción sigue escuchándose regularmente como una solicitud en Saint FM Community Radio.